# Asunción Linares
Asunción Linares Rodríguez (Pulianas, Granada, 12 de febrero de 1921 - Granada, 21 de abril de 2005) fue una paleontóloga española, que destacó en la labor docente y de investigación. 

## Biografía
Estudió la licenciatura en Ciencias Naturales en la Universidad Complutense de Madrid, doctorándose en 1952 bajo la dirección de Bermudo Meléndez. Obtuvo la Cátedra de Paleontología de la Universidad de Granada en 1961, siendo la primera mujer en obtener una cátedra en una facultad de ciencias en España y la segunda en obtenerla después de la Guerra Civil.
En cuanto a su relevancia académica, destacó por su trayectoria en la dirección de numerosos trabajos doctorales.
Introdujo en la Universidad de Granada la especialidad de Micropaleontología.
Vicerrectora de ordenación académica de la Universidad de Granada entre 1980 y 1981

## Premios y reconocimientos
- Una plaza de Granada: «Plaza de la Catedrática Asunción Linares».
- Una escuela infantil municipal de Granada lleva su nombre.
- Socia de Honor de la Sociedad Española de Paleontología.[3]

### Taxones dedicados
- Lemdadella linaresae Liñán y Sdzuy, 1978: un trilobites del Cámbrico inferior.[5]
- Linaresia González-Donoso, 1968: un género de foraminíferos del Cenozoico.[6]
- Linaresites Sandoval 2012: un género de ammonites del Aaleniense y del Bajociense (Jurásico medio) del subbético.[7]

## Obra
- Sobre la estratigrafía del Eoceno del Alto Llobregat (Pirineo catalán) : trabajo presentado a la Ia. Reunión del Terciario, Sabadell 1956 / por J.M. Fontboté, G. Colom y A. Linares. Madrid : Instituto "Lucas Mallada", C.S.I.C., 1957. (Biblioteca de la Universidad Complutense de Madrid)
- Observaciones sobre la sedimentación miocénica en el alto valle del Genil (Granada) : trabajo presentado a la Ia. Reunión del Terciario, Sabadell 1956 / por A. Linares y G. Colom. Madrid : C.S.I.C., Instituto "Lucas Mallada", 1957.(Biblioteca de la Universidad Complutense de Madrid)
- Decouverte de l'Hettagien dans la coupe de Alhama de Granada (Andalousie) / de Robert Busnardo, René Mouterde et Asunción Linares. s.l. : s.n., 1966. (Biblioteca de la Universidad Complutense de Madrid)
- Trilobites en Sierra Nevada (Granada). En Estudios Geológicos, n 12, diciembre de 1950
- Trias fosilifere a facies pelagique pres de Alhama de Granada (Andalousie).Paris : Jouve, 1969. En C.R. Acad. Sc. Paris, t. 268, marzo de 1969 ; p. 1365 - 1367
- Sobre la estratigrafía del Eoceno del alto Llobregat (Pirineo catalán). En Cursillos y Conferencias del Instituto 'Lucas Mallada', fasc. IV, 1957 ; p. 93 a 103
- Presence de formes sub - boreales d'Ammonites (Amaltheides) dans le Lias moyen de la zone subbetique (Espagne meridionale). En Bull. Soc. Geol. de France, I, t. XVI, n 4, 1974 ; p. 453 - 455
- Precisiones estratigráficas sobre la unidad de Moclín (zona subbética, provincia de Granada. En Cuadernos de Geología, 2, 3, 1971
- Perfiles de León. En  Puntos de interés geológico
- Observations sur le Lias de la Sierra Elvira (Province de Grenade, Espagne). En  Livre a la memoire du Professeur Paul Fallot, T. I ; p. 183 - 188
- Observaciones sobre la sedimentación miocenica en el alto valle del Genil (Granada). En Cursillos y Conferencias del Instituto 'Lucas Mallada', fasc. IV, 1957 ; p. 105 - 110
- Nueva especie fósil del ordoviciense de Ciudad Real. En  Estudios Geológicos, n 17, 1953 ; p. 135 - 137 : il
- Nota acerca de dos pigidios de trilobites. En  Estudios Geológicos, n 12, diciembre de 1950 ; p. 287 - 291
- Metacronia del Amnonitico Rosso Liasico en la zona subbética (sector central). En  Cuadernos de Geología Ibérica, V. 2, 1971 ; p. 183 - 204
- Los mármoles de la Cartuja de Granada. En  Estudios Geológicos, n 6, 1947 ; p. 95 - 100 : il
- Memoria. [estudios de perfeccionamiento de micropaleontología en París, Lille, Dijon, Lyon y Tolouse.[S.l. : s.n.], 1957.
- Algunos aspectos de la dinámica de la vida según el registro fósil. Granada : Secretariado de Universidad de Granada, 1983
- Le domerien superieur dans le subbetique central (Andalouise). En Cuadernos de Geología Ibérica, vol. 2, 1971 ; p. 237 - 254
- La transición Lias - Dogger en el sector Alamedilla, zona subbética. En  Cuadernos de geología., 4. 1973 ; p. 155 - 160
- La serie estratigráfica de Alta Coloma, serie tipo del subbético medio en la transversal. En  Cuadernos de Geología, Universidad de Granada, 1 sept. Oct. 1970 ; p. 193 - 211|
- II Coloquio de Estratigrafía y Paleogeografía del Cretácico en España. Albacete : [s.n.], 1982
- Estratigrafía y geología de eventos. Granada : Academia, 1990
- El Lias medio en la parte sur de la zona subbética (Sierra Elvira, Íllora e Iznalloz, prov..).En Cuad. geol., 4, 1973 ; p. 141 - 154 : il.
- El Lias del sector central de la zona subbética (Vista de conjunto). En  Cuadernos de Geología Ibérica, v. 2, 1971 ; p. 227 - 236
- Donnes micropaleontologiques sur les environs de Domingo Pérez (chaine Subbetique, prov. de Granade, Espagne). En  Bulletin de la Societe Geologique de France, 7 serie, t. II, n 3, 1960 ; p. 322 - 323
- Contribución al estudio de la sedimentación en las cordilleras béticas. En  Estudios Geológicos, n 25, Madrid, marzo de 1955 ; p. 37 - 42 : il